# Agata Culak
Agata Culak – polska kostiumograf filmowa. Dwukrotna laureatka Nagrody za kostiumy na Festiwalu Polskich Filmów Fabularnych oraz trzykrotnie nominowana do Polskiej Nagrody Filmowej.

## Wybrana filmografia[1]
kostiumy:
- Wino truskawkowe (2007)
- Kochaj i tańcz (2008)
- Kret (2010)
- Jesteś Bogiem (2012)
- Chce się żyć (2013)
- Moje córki krowy (2015)
- Jestem mordercą (2016)
- Zgoda (2017)
- Ikar. Leganda MIetka Kosza (2019)
- Ciemno, prawie noc (2019)
- Broad Peak (2022)

## Nagrody i wyróżnienia[1]
- 2013: nominacja do Polskiej Nagrody Filmowej za kostiumy do filmu Jesteś Bogiem[2]
- 2017: Nagroda za kostiumy do filmu Zgoda na Festiwalu Polskich Filmów Fabularnych w Gdyni[3]
- 2019: Nagroda za kostiumy do filmu Ikar. Legenda Mietka Kosza na Festiwalu Polskich Filmów Fabularnych w Gdyni[4]
- 2020: nominacja do Polskiej Nagrody Filmowej za kostiumy do filmu Ikar. Legenda Mietka Kosza[5]
- 2023: nominacja do Polskiej Nagrody Filmowej za kostiumy do filmu Broad Peak[6]